# Axel Brockmann

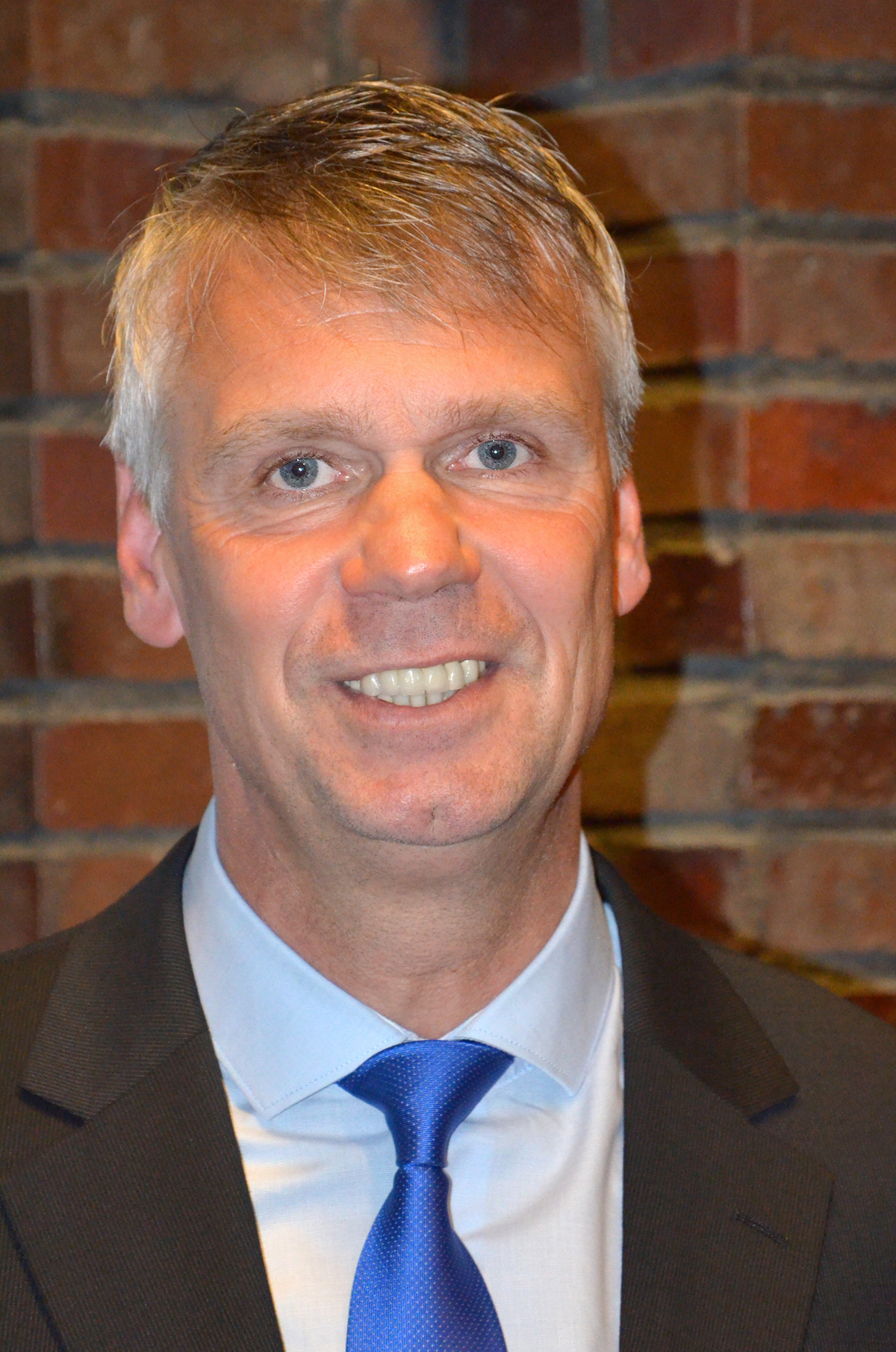
Axel Brockmann (2014)

Axel Brockmann (* 1964 in Wunstorf) ist seit Februar 2018 Präsident des Landespolizeipräsidiums im Niedersächsischen Ministerium für Inneres und Sport in Hannover. Zuvor war er von 2011 bis 2013 Polizeipräsident der Polizeidirektion Hannover.

## Leben
Axel Brockmann trat 1984 als Polizeihauptwachtmeister-Anwärter in den mittleren Polizeidienst der Polizei Niedersachsen ein. Von 1990 bis 1993 absolvierte er ein Studium an der Niedersächsischen Fachhochschule für Verwaltung und Rechtspflege in Hildesheim und stieg in den gehobenen Dienst auf. Im Anschluss folgte von 1997 bis 1999 die Qualifizierung für den Höheren Dienst an der Polizei-Führungsakademie in Hiltrup. Nach einer anschließenden Verwendung als Dezernatsleiter im Landeskriminalamt Niedersachsen, zuständig für Ermittlungen der politisch motivierten Kriminalität, folgte ein Wechsel als Referent ins Niedersächsische Innenministerium. Dort war Brockmann insbesondere mit den Aufgabenfeldern Polizeilicher Staatsschutz und Organisierte Kriminalität betraut. Von 2006 bis 2008 war er Abteilungsleiter der Staatsschutz-Abteilung im Landeskriminalamt. Anschließend folgte die Aufgabe des Referatsleiters für Kriminalitätsbekämpfung im Landespräsidium für Polizei, Brand und Katastrophenschutz innerhalb des Niedersächsischen Innenministeriums.
2011 berief der damalige niedersächsische Innenminister Uwe Schünemann (CDU) Axel Brockmann zum Polizeipräsidenten der Polizeidirektion Hannover, nachdem sein Vorgänger Uwe Binias Landespolizeipräsident im Innenministerium geworden war. In seiner Amtszeit als Polizeipräsident engagierte sich Brockmann bei der Bekämpfung der Rockerkriminalität und der rechtsextremen Gruppierung Besseres Hannover.
Mit der Ernennung zum Polizeipräsidenten übernahm er 2011 auch das Amt des Vereinspräsidenten im Polizei-Sportverein Hannover, das satzungsgemäß der hannoversche Polizeipräsident innehat. 

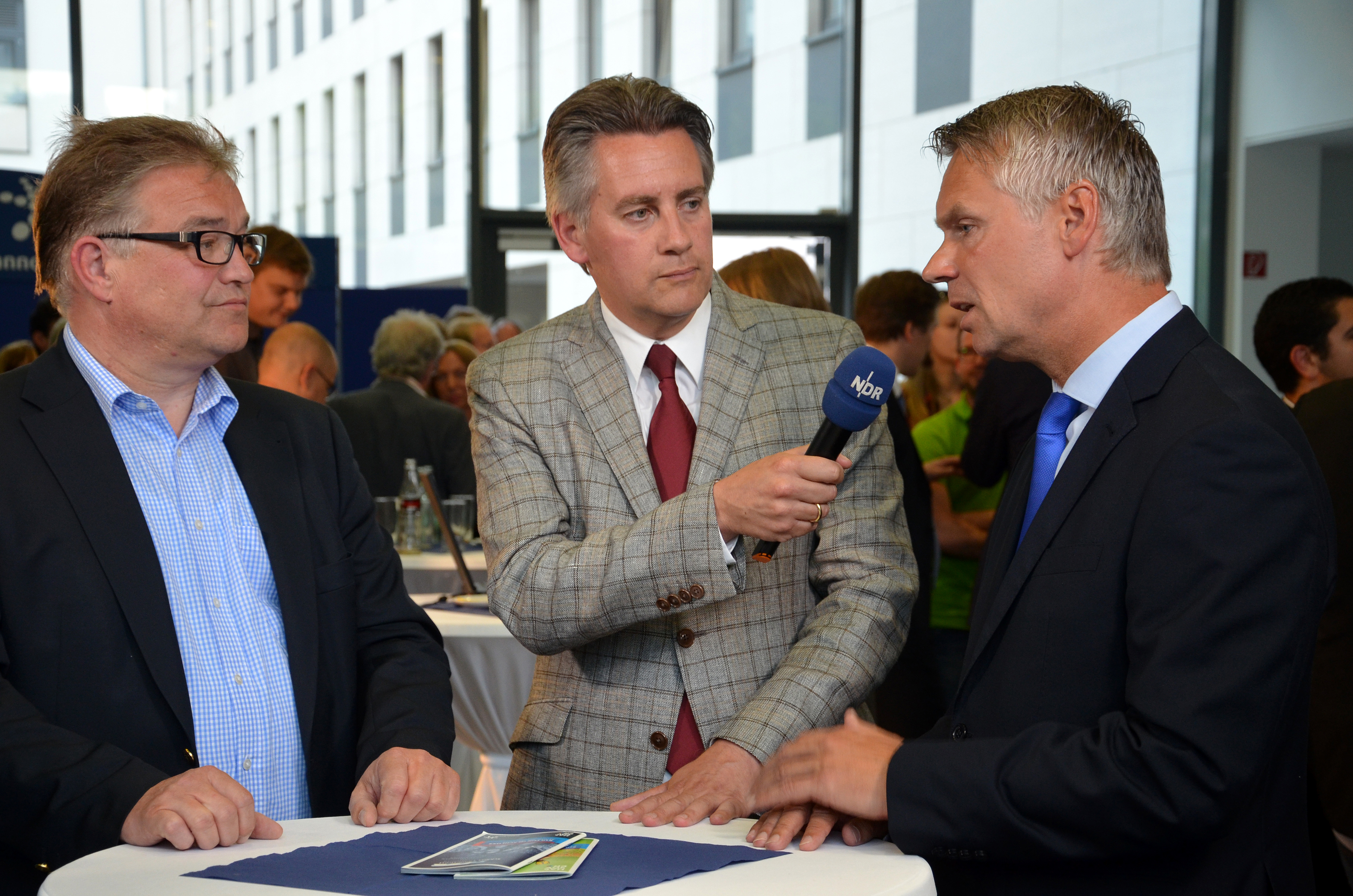
NDR-Interview zur Wahl des Regionspräsidenten der Region Hannover (v.l.): Hauke Jagau, Christoph Hamann und Axel Brockmann, 2014

Nach dem Regierungswechsel in Niedersachsen 2013 machte der neue Innenminister Boris Pistorius (SPD) Brockmanns Berufung zum Polizeipräsidenten rückgängig. Axel Brockmann übte anschließend seine vorherige Tätigkeit als Referatsleiter im niedersächsischen Innenministerium aus. 2014 kandidierte Brockmann bei der Wahl des Präsidenten der Region Hannover gegen den Amtsinhaber Hauke Jagau (SPD), der sich knapp durchsetzte. Die Kandidatur erfolgte als Parteiloser für die CDU, in die Brockmann später eintrat.
Im Februar 2018 wurde Axel Brockmann vom niedersächsischen Innenminister Boris Pistorius  zum Landespolizeipräsidenten ernannt. Er löste Uwe Binias ab, der in den einstweiligen Ruhestand verabschiedet wurde.
Axel Brockmann ist verheiratet und hat drei Kinder.